# Edmundo Piaggio
Edmundo Piaggio (3 października 1905, 27 lipca 1975) – piłkarz argentyński, obrońca
Jako piłkarz klubu Lanús był w kadrze reprezentacji Argentyny podczas Copa América 1929, gdzie Argentyna zdobyła mistrzostwo Ameryki Południowej. Piaggio nie zagrał w żadnym meczu.
Był w kadrze narodowej także w finałach mistrzostw świata w 1930 roku. Argentyna zdobyła tytuł wicemistrza świata, ale Piaggio nie zagrał w żadnym ze spotkań.